# سیارک ۲۵۵۱۰
سیارک ۲۵۵۱۰ (به انگلیسی: 25510 Donvincent، نامگذاری:1999XJ97) بیست و پنج هزار و پانصد و دهمین سیارک کشف شده‌است که در ۷ دسامبر ۱۹۹۹ کشف شد.
قدر مطلق سیارک برابر ۱۴.۱ است.